# 马丁·普策
马丁·普策（德語：Martin Putze，1985年1月14日—），德国前男子雪车运动员。他曾代表德国参加2006年、2010年和2014年冬季奥林匹克运动会雪车比赛，获得一枚金牌和一枚银牌。